# Lluc (prenom femení)
Lluc és un prenom femení català, variant simplificada de Maria de Lluc, derivat de l'advocació mariana a la Mare de Déu de Lluc, patrona de Mallorca, la imatge de la qual es troba al Santuari de Lluc. Originalment, els prenoms derivats d'advocacions marianes completaven el nom de Maria (Maria de) fins que han pres significat per si mateixos, i, lògicament, són femenins.

## Origen
L'etimologia d'aquest prenom és relacionada amb el topònim Lluc (Mallorca) que ve del llatí Lucu i que significa bosc o bosc sagrat. No té res a veure amb el prenom masculí  Lluc, del qual la forma femenina és Lluca.
Variants antigues: Maria de Lluch o Lluch

## Festa onomàstica
- Mare de Déu de Lluc, patrona de Mallorca, 12 de setembre[5]